# Стадион Модело Алберто Спенсер Ерера
02° 10′ 43.90″ S 79° 53′ 39.73″ W / 2.1788611° Ј; 79.8943694° З
Стадион Модело (шп. Estadio Modelo Alberto Spencer Herrera) је вишенаменски стадион у Гвајакилу, Еквадор.
Након смрти Алберта Спенсера, фудбалска федерација Еквадора је преименовала стадион Стадион Модело у Стадион Модело Алберто Спенсер Ерера. Тренутно се углавном користи за фудбалске утакмице удружења, а понекад је домаћин локалним фудбалским клубовима.

## Историја
Нови стадион у Гвајакилу започет је са градњом 1951. године. Због своје локације и величине незванично је назван „Колосом” (El Coloso de la Avenida de Las Américas). Изградња је завршена на време за друго јужноамеричко првенство 1959. године, које се у потпуности одржало на Моделу.
Еквадор се 1961. придружио Копа либертадорес, а његов први представник „Барцелона” одиграо је једину домаћу утакмицу у претколу у Моделу.
Од 1960. до 1985. Модело је коришћен као домаћи стадион за репрезентацију Еквадора. Ова улога је затим пребачена на „Олимпико Атахуалпа“. Током 1980. и 2001. стадион је реновиран и модернизован. Међутим, средином 2017. године медији су критиковали терен стадиона, јер је често спречавао фудбалере да изводе чак и релативно једноставне пасове.
Колумбијска певачица Шакира направила је концерт на стадиону 30. новембра 2006. у оквиру своје туре.